# Леунов Олександр Володимирович
Олександр Володимирович Леунов — старший сержант Збройних Сил України, учасник російсько-української війни, що загинув під час російського вторгнення в Україну, Герой України з удостоєнням ордена «Золота Зірка» (2023, посмертно).

## Життєпис
Олександр Леунов народився 31 грудня 1987 року. З початком війни на сході України неодноразово брав активну участь в АТО та ООС: ніс військову службу в Авдіївській промзоні, населеному пункті Зайцеве та інших гарячих точках в складі 81-ї окремої аеромобільної бригади ДШВ ЗС України. За цей час був тричі поранений, але від евакуації постійно відмовлявся та залишався на позиціях разом зі своїм підрозділом. Ніс військову службу на посаді командира відділення аеромобільно-десантного взводу 90-го окремого аеромобільного батальйону імені Героя України старшого лейтенанта Івана Зубкова 81-ї окремої аеромобільної бригади Десантно-штурмових військ Збройних Сил України.

## Загибель
16 березня 2022 року виконував бойове завдання в районі села Кам'янка Ізюмського району на Харківщині. Під час прориву колон ворожої техніки з міста Ізюм в напрямку міста Слов'янськ, в складі 3-ї аеромобільно-десантної роти, яка перебувала в резерві, він висунувся на передній край оборони. Під вогнем противника старший сержант Олександр Леунов відчайдушно та уміло керував діями підрозділу. А під час зустрічного бою, розділившись силами до взводу зайняв позицію на лівому фланзі дамби населеного пункту Кам’янка. На чолі підрозділу, він вступив в бій з противником та знищив три ворожі танки та дві БМП-3 противника. Професійно та грамотно керуючи діями взводу, організував вогневе ураження противника, не даючи можливості ворогу протиснутись вперед. Завдяки його рішучим діям було зупинено висування ворожих колон в напрямку міста Слов’янськ та не допущено оточення наших військ противником. Однак, у результаті прямого попадання з ворожого танку по БТР-80, де він знаходився Олександр Леунов отримав поранення несумісні з життям. Відспівали загиблого військовослужбовця 27 липня 2022 року в Свято-Воскресенському храмі ПЦУ міста Корця на Рівненщині.
Указом Президента України № 391/2023 за особисту мужність і героїзм, виявлені у захисті державного суверенітету та територіальної цілісності України, командиру  старшому сержанту Леунову Олександру Володимировичу присвоєно звання Герой України (посмертно).

## Родина
У загиблого залишилися син та донька, а також дружина та батьки.

## Нагорода
- звання «Герой України» з удостоєнням ордена «Золота Зірка» (8 липня 2023, посмертно) — за особисту мужність і героїзм, виявлені у захисті державного суверенітету та територіальної цілісності України, самовіддане служіння Українському народові[7].